# Krążowniki lekkie typu Méndez Núñez
Krążowniki typu Méndez Núñez – typ dwóch hiszpańskich lekkich krążowników z okresu międzywojennego, zbudowanych w Hiszpanii, określany też jako typ Blas de Lezo.
Jeden okręt „Blas de Lezo” zatonął na skałach przed hiszpańską wojną domową, a drugi „Méndez Núñez” służył do 1963 roku, po przebudowie na krążownik przeciwlotniczy w okresie powojennym. Wyporność normalna okrętów wynosiła 4725 ton, a uzbrojenie główne stanowiło sześć pojedynczych armat kalibru 152 mm. Napędzały je turbiny parowe, pozwalając na osiągnięcie prędkości 29 węzłów.

## Historia powstania
Po klęsce w wojnie amerykańsko-hiszpańskiej w 1898 roku marynarka Hiszpanii przeżywała dłuższy okres stagnacji. Na początku XX wieku ukończono jedynie kilka zaczętych wcześniej krążowników, które szybko stały się przestarzałe. Dopiero 30 lipca 1914 roku parlament – Kortezy uchwalił budowę nowego okrętu tej klasy „Reina Victoria Eugenia”, który zarazem był pierwszym hiszpańskim nowoczesnym krążownikiem o napędzie turbinowym. Był on opracowany w ramach współpracy z brytyjskim przemysłem okrętowym i wywodził się z konstrukcji krążowników typu Birmingham. W tym czasie minister marynarki Augusto Miranda pracował już nad kolejnym planem rozbudowy floty. Jeszcze przed rozpoczęciem budowy pierwszego krążownika, po wybuchu I wojny światowej, 17 lutego 1915 roku Kortezy uchwaliły plan przewidujący budowę dwóch dalszych krążowników, sześciu okrętów podwodnych i szeregu mniejszych jednostek. Wkrótce potem plan poszerzono do czterech krążowników, za łączną kwotę 60 milionów peset. Hiszpanie zdecydowali jednak nie kopiować krążownika „Reina Victoria Eugenia”, lecz zbudować jednostki w oparciu o nowszy, chociaż nieco mniejszy brytyjski projekt. Ich konstrukcja była podobna do brytyjskich krążowników grupy typów C, aczkolwiek z istotnymi zmianami, w tym nieco większymi wymiarami, zmienioną sylwetką, innym uzbrojeniem i wzmocnioną siłownią przystosowaną do mieszanego opalania. Publikacje na ogół podają, że projekt oparto na typie Caledon, jednakże zawierał on także cechy wcześniejszych typów. Zmiany w części wynikały z chęci pozostawienia połowy kotłów opalanych węglem, jak w krążowniku „Reina Victoria Eugenia”, biorąc pod uwagę, że w koloniach mogło być trudniejsze zaopatrzenie w paliwo płynne, podczas gdy nowe brytyjskie okręty miały już kotły opalane tylko mazutem.
Budowę pierwszej pary okrętów „Blas de Lezo” i „Méndez Núñez” rozpoczęto w stoczni SECN w Ferrolu dopiero 9 kwietnia i 28 września 1917 roku, lecz z powodu neutralności Hiszpanii podczas wojny oraz opóźnień w dostarczaniu zamówionych mechanizmów z Wielkiej Brytanii, przeciągnęła się ona do lat powojennych. W 1919 roku zrezygnowano z budowy dwóch dalszych okrętów tego typu, zamawiając je później ponownie już jako krążowniki nowszego typu Principe Alfonso. Pierwszy miał nosić imię „Blas de Lezo”, a drugi „Méndez Núñez”, lecz z racji tego, że w 1924 roku przypadało stulecie urodzin admirała Casto Méndez Núñeza (1824-1869), postanowiono oddać w tym roku do służby krążownik o tej nazwie, a ponieważ budowa „Blas de Lezo” była bardziej zaawansowana, dekretem królewskim 6 marca 1922 roku, jeszcze przed wodowaniem, zamieniono nazwy obu okrętom. Pierwszy z budowanych okrętów został zwodowany 27 lipca 1922 roku, a drugi 3 marca 1923 roku. W konsekwencji „Méndez Núñez” został wcielony do służby w marynarce hiszpańskiej w 1924 roku, a „Blas de Lezo” 13 maja 1925 roku.
Krążowniki typu Méndez Núñez w chwili ukończenia były oparte na już przestarzałym projekcie wywodzącym się sprzed I wojny światowej. W efekcie były one mniejsze i słabiej uzbrojone od wszystkich wchodzących do służby w latach 20. krążowników, zwłaszcza biorąc pod uwagę mało racjonalne rozmieszczenie artylerii, przez co dysponowały najsłabszą salwą burtową z czterech dział.
| Nazwa        | położenie stępki | wodowanie  | wejście do służby | los                |
| ------------ | ---------------- | ---------- | ----------------- | ------------------ |
| Méndez Núñez | 09.04.1917       | 27.07.1922 | 1924              | wycofany w 1963    |
| Blas de Lezo | 28.09.1917       | 03.03.1923 | 13.05.1925        | zatonął 11.07.1932 |

## Opis

### Opis ogólny i kadłub
Ogólna architektura krążowników typu Méndez Núñez była typowa dla krążowników lekkich z początku I wojny światowej, z niewielką nadbudówką dziobową i prawie całą artylerią na jednym poziomie. Kadłub miał podniesiony pokład dziobowy na ok. 1/3 długości. Linie teoretyczne kadłuba i podział wewnętrzny były wzorowane na brytyjskich pierwowzorach. Dziobnica była taranowa w dolnej części, a w górnej wychylona do przodu, podobnie jak w krążowniku „Reina Victoria Eugenia” i brytyjskich wczesnych jednostkach typu C. Na pokładzie dziobowym znajdowało się pojedyncze działo głównego kalibru, za nim cylindryczna pancerna wieża dowodzenia, a dalej oddzielona od niej niewielka nadbudówka, za którą był pochyły maszt dziobowy. Na końcu pokładu dziobowego, za masztem, znajdowały się dwa działa rozsunięte na burty. Pokład dziobowy przechodził dalej w pokład wąskiej pokładówki, stanowiącej podstawę dla trzech pochyłych kominów, z których trzeci był nieco węższy od pozostałych. Na rufie znajdowała się niska nadbudówka, na pokładzie której były dwa dalsze działa rozsunięte na burty. Na pokładzie rufowym, niżej od pozostałych, umieszczone było w osi podłużnej kadłuba szóste działo. Kadłub dzielił się grodziami na 14 głównych przedziałów wodoszczelnych. W rejonie kotłowni zastosowano grodzie wzdłużne przy burtach (nachylające się do wewnątrz kadłuba), z zasobniami węglowymi w rejonie linii wodnej.
Po modernizacji na „Méndez Núñez” zastosowano wydłużony wznoszący się pokład na dziobie, a trzy kominy zastąpiono przez dwa szersze. Całkowicie zmieniono nadbudówki, które stały się rozbudowane, z trzema działami w superpozycji na dziobie i rufie, przy czym najwyższe działo stało na pierwszym piętrze nadbudówki, a środkowe na platformie o wysokości połowy piętra.
Wyporność normalna podawana była początkowo na 4650 ton angielskich (4725 ton metrycznych). Spotykana jest też w publikacjach wartość 4780 ton. Wyporność pełna podawana jest na 6043 tony. Długość całkowita wynosiła 140,8 m, a między pionami 134,1 m. Szerokość wynosiła 14 m. Zanurzenie normalne sięgało 4,36 m, a maksymalne 4,75 m. Długość była identyczna jak krążownika „Reina Victoria Eugenia”, przy mniejszej o metr szerokości i o 850 ton wyporności (brytyjski typ Caledon miał kadłub krótszy o 3,6 m i węższy o metr, a wyporność normalną 4120 ts).
Załoga etatowo liczyła 343 osoby, a po modernizacji 370.

### Uzbrojenie
Uzbrojenie główne krążowników stanowiło sześć pojedynczych dział kalibru 152 mm Vickers Mk T o długości lufy 50 kalibrów (L/50). Działa były konstrukcji brytyjskiej, produkowane na licencji w zakładach San Carlos. Ich długość lufy była o pięć kalibrów większa od standardowych dział brytyjskiej marynarki. Działa osłonięte były maskami przeciwodłamkowymi. Kąt podniesienia lufy wynosił do 15°, a donośność 15 000 m (realnie mniej). Strzelały pociskami o masie 45,4 kg. Rozmieszczenie dział tworzyło dwa trójkąty na dziobie i rufie – jedno działo umieszczone centralnie na pokładzie dziobowym, dwa na jego końcach po bokach nadbudówki dziobowej, dwa działa na nadbudówce rufowej obok siebie i jedno na pokładzie głównym na rufie. W stosunku do typu Caledon miały o jedno działo więcej, lecz na skutek ustawienia czterech z dział na burtach, salwę burtową stanowiło jedynie cztery działa (na Caledon – wszystkie pięć ustawione w osi symetrii). Przewagą było natomiast to, że ogień na wprost w kierunku dziobu i rufy i na ostrych kątach kursowych mogły teoretycznie prowadzić po trzy działa. Sam kaliber dział był typowy dla krążowników lekkich, lecz na skutek małego kąta podniesienia dział, miały one stosunkowo małą donośność, wystarczającą jedynie w latach 20.
Uzbrojenie przeciwlotnicze składało się z czterech dział przeciwlotniczych 3-funtowych kalibru 47 mm Vickers Mk IV L/50. Dwa z nich umieszczono na śródokręciu w rejonie kominów (między pierwszym a drugim na prawej burcie i między drugim a trzecim na lewej burcie), a dwa symetrycznie na platformach po bokach mostka rufowego. Uzupełniały je cztery karabiny maszynowe kalibru 7 mm, które mogły być też wykorzystywane przez oddziały desantowe. Oprócz tego okręty zabierały działo kalibru 76 mm Armstrong L/17 na lawecie lądowej dla oddziałów desantowych.
Broń podwodną stanowiło 12 wyrzutni torped kalibru 533 mm w czterech potrójnych aparatach na pokładzie górnym, po dwa na każdej z burt na śródokręciu.
Okręty były wyposażone w dwa dalmierze o bazie 2,5 m i jeden półtorametrowy. Do walki nocnej posiadały cztery reflektory o średnicy 610 mm, zamienione po modernizacji „Méndez Núñeza” na dwa o średnicy 900 mm.

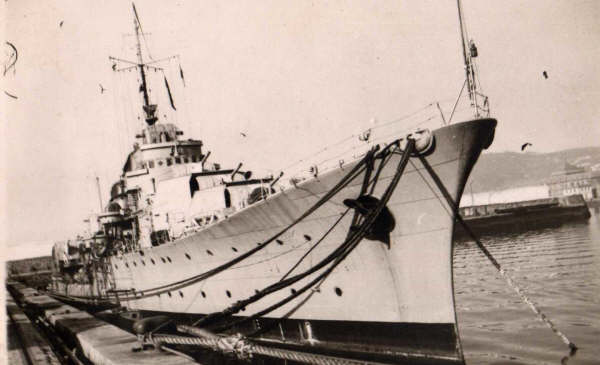
„Méndez Núñez” po modernizacji

Po II wojnie światowej przebudowano „Méndez Núñez” na krążownik przeciwlotniczy; został on wówczas zmodernizowany i przezbrojony w osiem pojedynczych dział uniwersalnych kalibru 120 mm, z których sześć rozmieszczono w osi symetrii okrętu, w trzech poziomach na dziobie i rufie, a dwa po bokach rufowej nadbudówki (nieco podobnie do amerykańskich krążowników typu Atlanta). Działa były również konstrukcji brytyjskiej Vickers-Armstrong Mk F, produkowane na licencji. Długość lufy wynosiła L/45 (faktycznie 47,4 kalibru), a strzelały pociskami o masie 22 kg. Nowe działa miały większą donośność od poprzednich – 20 400 m. Kąt podniesienia luf wynosił od -5° do +80°. Działa zamontowane były w stanowiskach z maskami Mk M. Z lekkiego uzbrojenia okręt otrzymał pięć podwójnych stanowisk niemieckich półautomatycznych armat przeciwlotniczych kalibru 37 mm C/30 i osiem pojedynczych działek kalibru 20 mm. Zdjęto połowę wyrzutni torped, pozostawiając dwie potrójne wyrzutnie. Okręt otrzymał też dwa miotacze bomb głębinowych. W 1949 roku okręt wyposażono w dwa dalocelowniki Hazemeyer z 4-metrowymi dalmierzami.

### Opancerzenie
Schemat opancerzenia skopiowany był z brytyjskiego typu Caledon lub typów bezpośrednio go poprzedzających. Opancerzenie pionowe składało się z burtowego pasa pancernego w rejonie linii wodnej na większości długości okrętu, sięgającego w najgrubszej części na śródokręciu do pokładu górnego. Maksymalna grubość pasa w rejonie kotłowni i maszynowni na śródokręciu wynosiła 76 mm, w tym 51 mm pancerza i 25 mm stalowego poszycia burt. Dalej w kierunku dziobu i rufy grubość pancerza zmniejszała się do 51 mm (38 mm na poszyciu 12,7 mm), a w samej części dziobowej do 38 mm (25 mm na poszyciu 12,7 mm). Chroniona nie była jedynie rufa wraz z maszyną sterową oraz burty bezpośrednio pod pokładem dziobowym (w rejonie, w którym znajdowały się bulaje). Pancerz miał chronić przed pociskami kalibru do 105 mm niszczycieli okresu I wojny światowej.
Okręty posiadały również górny pokład pancerny grubości 25 mm. Opancerzona była także wieża dowodzenia, pancerzem grubości 152 mm, oraz szyb komunikacyjny poniżej.

### Napęd
Okręty były napędzane przez cztery turbiny parowe systemu Parsonsa z przekładniami redukcyjnymi, poruszające cztery wały śrub. Turbiny wysokiego ciśnienia napędzały wały zewnętrzne, a turbiny niskiego ciśnienia – wewnętrzne. Łączna moc projektowa siłowni wynosiła 45 000 KM, a projektowa prędkość maksymalna 29 węzłów. Parę dostarczało 12 kotłów parowych typu Yarrow. Sześć z nich było opalanych mazutem i umieszczonych w dwóch przednich kotłowniach, a pozostałe sześć było opalanych węglem i umieszczonych w dwóch rufowych kotłowniach. Siłownia była w klasycznym układzie liniowym: cztery kotłownie jedna za drugą, a bezpośrednio za nimi dwie maszynownie, każda mieszcząca dwie turbiny Pierwsza i czwarta kotłownia miały po cztery kotły pośrodku z własnym kominem, a znajdujące się pomiędzy nimi mniejsze kotłownie druga i trzecia miały po dwa kotły i wspólny komin. Zapas paliwa obejmował 806 ton węgla i 726 ton mazutu. Zasięg wynosił 5000 mil morskich przy prędkości 13 węzłów. W toku modernizacji „Méndez Núñeza” nie zmieniano siłowni ani sposobu opalania kotłów.

## Służba w skrócie
13 czerwca 1925 roku oba krążowniki weszły w skład Eskadry Szkolnej, lecz wkrótce, w związku z powstaniem Rifenów w Maroku, zostały wcielone do Sił Morskich Afryki Północnej. Razem z innymi okrętami hiszpańskimi prowadziły blokadę morską terenów objętych powstaniem, a 8 września 1925 roku wsparły ogniem desant morski w zatoce Alhucemas. Następnie jeszcze kilkakrotnie ostrzeliwały cele nabrzeżne.
„Blas de Lezo” 22 grudnia 1926 roku ubezpieczał przelot dalekodystansowy łodzi latającej Dornier Wal „Plus Ultra” Ramona Franco do Buenos Aires. 25 stycznia 1927 roku wyruszył w rejs do Chin, gdzie od marca do sierpnia służył w ochronie interesów europejskich podczas zamieszek antykomunistycznych. Powrócił do Hiszpanii w listopadzie i służył następnie do szkolenia. 11 lipca 1932 roku, podczas manewrów floty, wszedł na skały podwodne koło przylądka Finisterre i zatonął na skutek uszkodzenia poszycia.
„Méndez Núñez” pozostał na wodach Afryki do 1927 roku. W miesiącach poprzedzających wojnę domową w Hiszpanii, w czerwcu 1936 roku okręt został wysłany do Santa Izabel w hiszpańskiej kolonii Gwinei Równikowej. W obliczu zdecydowanej postawy załogi popierającej rząd republikański, we wrześniu 1936 roku krążownik przeszedł do Hiszpanii, wchodząc w skład morskich sił strony rządowej. Uczestniczył w operacjach floty na Morzu Śródziemnym. 24 kwietnia 1937 roku w składzie sił głównych floty ostrzeliwał cele nabrzeżne w rejonie Malagi. 29 grudnia stał się celem nalotu i został trafiony jedną bombą, lecz bez większych zniszczeń. W nocy z 5 na 6 marca 1938 roku „Méndez Núñez” wziął udział w drugiej bitwie koło przylądka Palos, prowadząc pojedynek artyleryjski z wszystkimi trzema krążownikami frankistów, co umożliwiło republikańskim niszczycielom storpedowanie „Baleares”. Na skutek utraty większości terytorium przez siły rządowe, flota republikańska wyszła w morze i 7 marca 1939 roku została internowana w Bizercie. Okręty zostały następnie zwrócone nowemu frankistowskiemu rządowi. Z uwagi na zużycie maszyn i przestarzałe uzbrojenie, „Méndez Núñez” trafił od razu do remontu, połączonego z modernizacją, która jednak znacznie przeciągnęła się w czasie. Rozpatrywany był wariant unowocześnienia artylerii przez instalację 6 nowszych dział 152 mm, o większej donośności, w trzech wieżach jak w typie Principe Alfonso. W 1940 roku zdecydowano jednak przebudować okręt na krążownik przeciwlotniczy, montując 8 pojedynczych dział uniwersalnych 120 mm jako główne uzbrojenie. Na dziobie i rufie były one zamontowane schodkowo na trzech poziomach. Jednocześnie znacznie zmodyfikowano nadbudówki, trzy kominy połączono w dwa i podniesiono pokład dziobowy.
Po modernizacji okręt przyjęto do służby 29 marca 1947 roku. W 1957 roku wziął udział z głównymi siłami floty w interwencji podczas powstania w hiszpańskiej enklawie Ifni na terytorium Maroka. 23 lutego 1963 roku okręt wycofano z aktywnej służby, a w grudniu skreślono z listy floty, po czym sprzedano na złom w 1964 roku.